# Iberospondylus schultzei
Iberospondylus schultzei és una espècie d'amfibi temnospòndil basal que va viure al període Carbonífer en un entorn marí.